# (207666) Habibula
(207666) Habibula est un astéroïde de la ceinture principale.

## Description
(207666) Habibula est un astéroïde de la ceinture principale. Il fut découvert par Bernard Christophe le 11 août 2007 à l'observatoire de Saint-Sulpice. Il présente une orbite caractérisée par un demi-grand axe de 2,39 UA, une excentricité de 0,11 et une inclinaison de 5,91° par rapport à l'écliptique.
Il fut nommé en l'honneur de Gilles Habibula, un des personnages principaux du space opera La Légion de l'espace, de l'auteur américain de science-fiction Jack Williamson.

## Compléments